# Microterys lachni
Microterys lachni är en stekelart som först beskrevs av William Harris Ashmead 1886.  Microterys lachni ingår i släktet Microterys och familjen sköldlussteklar. Inga underarter finns listade i Catalogue of Life.